# Wir 2 immer 1
Wir 2 immer 1 ist ein Lied der deutschen Pop-Schlager-Sängerin Vanessa Mai, in Kooperation mit dem deutsch-ukrainischen Rapper Olexesh. Das Stück ist die erste Singleauskopplung aus ihrem fünften Studioalbum Schlager.

## Entstehung und Artwork
Geschrieben wurde das Lied gemeinsam von Felix Gauder, Laura Kloos, Oli Nova, Olexij Kosarev (Olexesh) und Phil Ratey (PzY). Die Produktion von Wir 2 immer 1 erfolgte durch Gauder und PzY, Vanessa Mai fungierte als ausführende Produzentin (Executive Producer). Das Mastering erfolgte unter der Leitung des Berliners Lex Barkey. Die Programmierung des Stücks tätigte Gauder gemeinsam mit Nova, PzY und den Titans; für die Abmischung zeichnete Gauder alleine verantwortlich. Aufgenommen wurde das Lied in den Stuttgarter jojo music Studios am 8. Juni 2018. Wir 2 immer 1 wurde unter dem Musiklabel Ariola veröffentlicht, durch afm Publishing, onetwofour Publishing, Shedler Music und Warner/Chappell verlegt sowie durch Sony Music Publishing vertrieben.
Auf dem Cover der Single sind – neben Künstlernamen und Liedtitel – Mai und Olexesh zu sehen. Mai trägt einen gelben Sport-BH mit der Aufschrift „Schlager“, eine Camouflageähnliche Hose sowie hellbraune Stiefel und sitzt in einem Ledersessel. Olexesh trägt ein Trikot des US-amerikanischen Basketballteams Seattle SuperSonics, eine Halskette sowie eine Sonnenbrille und steht links neben Mai mit dem Rücken zu ihr und dem Blick Richtung Kamera. Im Hintergrund ist die Fassade einer Lagerhalle zu sehen, direkt hinter den beiden steht ein Lowrider.

## Veröffentlichung und Promotion
Die Erstveröffentlichung von Wir 2 immer 1 erfolgte als Einzeldownload am 6. Juli 2018. Um das Lied zu bewerben, erfolgten unter anderem gemeinsame Liveauftritte von Mai und Olexesh – zur Hauptsendezeit – bei Schlag den Henssler auf ProSieben sowie bei der Starnacht am Wörthersee des Österreichischen Rundfunks. In Deutschland erfolgt die Ausstrahlung dieses TV-Formats über den Mitteldeutschen Rundfunk (MDR). In der ZDF-Show Die Versteckte Kamera – Prominent reingelegt! präsentierte Mai Wir 2 immer 1 in einer Soloversion, in der Olexesh als Playback eingespielt wurde. Des Weiteren erfolgte auch solch ein derartiger Soloauftritt Mais im ZDF-Fernsehgarten.
Am 6. Dezember 2018 nahm Mai an der ProSieben-Musikshow Win Your Song teil. Hierbei trat sie in mehreren Spielrunden in einem Musikquiz gegen Bosse an. Während den Spielrunden müssen die Interpreten ihre Begleitmusiker verteidigen, verlieren sie eine Spielrunde, wird ein Musikinstrument ersetzt. Am Ende kam es dazu, das Mai Wir 2 immer 1 mit Joko Winterscheidt als Olexesh-Ersatz auftrat.

## Hintergrundinformation
Den Grundstein zur Zusammenarbeit zwischen den beiden Interpreten legte Olexesh. Am 5. Juni 2018 lud dieser ein Video auf seinem Instagram-Profil hoch, in dem er sich mit folgenden Worten an Mai wandte:

„Was geht, Vanessa Mai? Du scheinst eine richtig korrekte Frau zu sein. Was hältst du davon, wenn wir zusammen einen Song machen? Wäre doch krass auf jeden Fall, oder? Würden die Leute auf jeden Fall nicht erwarten und ich hätte auf jeden Fall Lust drauf. Wenn du auch Bock hast, dann melde Dich auf jeden Fall!“

Noch am selben Tag nahm Mai das Angebot mit folgenden Worten über ihr Instagram-Profil an:

„Hey, Olexesh. Mein Postfach explodiert gerade, weil mir alle dein Video schicken. Ich finde die Idee richtig krass, weil ich nehme mein Album gerade auf und möchte sowieso mit diesem scheiß Schubladendenken aufräumen und deswegen ganz ehrlich: Wer soll’s uns verbieten? Ich hab mega Bock drauf, ich nehme mein Album gerade auf, komm doch einfach im Studio vorbei und wir gucken einfach was geht. Also ich finds sehr spannend und ich glaube es wird ‚magisch‘.“

Drei Tage später trafen sich die beiden bereits im Studio und nahmen das Stück auf. Während der Aufnahmen richtete sich Olexesh mit folgenden Worten an seine Instagram-Follower: „Ich bin hier mit Vanessa Mai, machen einen krassen Song. Das erste Mal trifft Rap auf Schlager. Funky, Music, lass dich überraschen. 2018.“ Mai sagte hinterher folgendes zur Zusammenarbeit mit Olexesh: Sie möge das Vermischen von Genres. Bei Olexesh sei ihr wichtig gewesen, wie seine Einstellung ist. Beide hätten sofort einen Draht zueinander gehabt. Mai und Olexesh seien sich auf Anhieb sympathisch gewesen, sie hätten sich einfach gefunden. Er sei auch „super höflich“, „super nett“ und „ganz korrekt“. Es habe sie sehr überrascht als sie im Studio gewesen sind, wie kreativ und schnell er arbeite. Er sei ganz frei von dem ganzen „Genre-Denken“. Das habe ihr imponiert.
Bei dieser Zusammenarbeit mit Olexesh handelt es sich um das erste Duett von Mai, dass auf einem Tonträger veröffentlicht wurde. Zuvor sang sie bereits zahlreiche Duette in Fernsehshows, wie zum Beispiel Verdammt, ich lieb’ Dich zusammen mit Helene Fischer in deren eigenen Show im Jahr 2017. Jedoch wurde bis dato nie ein Duett mit der Beteiligung Mais veröffentlicht.

## Inhalt
Der Liedtext zu Wir 2 immer 1 ist in deutscher Sprache verfasst. Die Musik und der Text wurden gemeinsam von Felix Gauder, Laura Kloos, Oli Nova, Olexij Kosarev (Olexesh) und Phil Ratey (PzY) geschrieben. Musikalisch bewegt sich das Lied im Bereich der Popmusik und des Raps. Neben dem Hauptgesang von Mai und dem Rap von Olexesh, sind im Hintergrund die Stimmen von Suzi Derk, Jenny Marsala sowie Nova zu hören. Die Instrumentalisierung erfolgte durch Gauder, Nova und Pzy, die alle am Keyboard zu hören sind.
Das Lied beginnt mit der ersten Strophe, die von Mai gesungen wird. Auf die erste Strophe folgt im direkten Anschluss die Zweite, welche wiederum von Olexesh gerappt wird. Nach der zweiten Strophe erfolgt eine von Mai gesungene Bridge, ehe erstmals der Refrain erfolgt. Der Hauptgesang des Refrains stammt von Mai, Olexesh ist lediglich am Ende jeder Zeile im Hintergrund zu hören. Der gleiche Vorgang wiederholt sich mit der dritten und vierten Strophe. Nach dem zweiten Refrain erfolgt die fünfte Strophe die von Olexesh gerappt wird, ehe zum dritten Mal die Bridge und der Refrain folgen und das Lied mit dem Outro von Olexesh endet.

„Das Gefühl, du stellst alles auf den Kopf;

und ich steh’ zwischen so viel Fragen.

Viel zu viel, zu viel Worte in mein’m Kopf.

Hey, ich muss es dir jetzt sagen (Komm schon, sag’s mir, sag’s mir)
Nur wir zwei, nur wir zwei, ohh (nur wir zwei, nur wir zwei).

Für immer eins, immer eins, ohh (für immer eins, immer eins).

Ich will mich mit dir verlieren.“

## Musikvideo
Das Musikvideo zu Wir 2 immer 1 wurde in einer leeren Lagerhalle mittels der Filmtechnik Cinemascope gedreht und feierte am 6. Juli 2018 auf YouTube seine Premiere. Die Dreharbeiten standen unter dem Motto „Schlager trifft auf Rap“ und fanden am 20. Juni 2018 statt. Die Gesamtlänge des Videos beträgt 3:30 Minuten. Regie führten der Fellbacher Ruben Kempter und der Stuttgarter Jan Wittekindt, die Produktion erfolgte durch die in Stuttgart ansässigen Produktionsfirmen Underpier 27 sowie Wirschneidengold. Bis heute zählt das Musikvideo über acht Millionen Aufrufe bei YouTube (Stand: Dezember 2018). Am Tag seiner Veröffentlichung schaffte es das Video auf Platz zwei der YouTube-Trends, Wir 2 immer 1 musste sich lediglich Für euch alle von Bushido, Samra und Capital Bra geschlagen geben.
Zu Beginn des Videos sind kurz Mai und Olexesh Schulter-an-Schulter nebeneinander stehend, vor dem Hintergrund ihrer “Crew” und deren Luxuswagen zu sehen. In Anlehnung an das „Wir 2“ aus dem Liedtitel steht Mai mit verschrenkten Armen an der rechten Seite Olexeshs, dieser wiederum streckt in Anlehnung an das „immer 1“ seinen rechten Zeigefinger aus, um die eins zu symbolisieren. Auf die Eröffnungssequenz folgen zunächst Szenen, in denen die beiden Interpreten getrennt voneinander zu sehen sind. Olexesh sieht man rappend vor und in einem lilafarbenen Lowrider; in einer Szenen zeigt er auch einen Moonwalk vor ebendiesem. In einigen sehr kurzen Szenen sieht man Olexesh auch rappend in einem Durchgang bei flackerndem Licht. Mai ist mit vier Tänzerinnen zu sehen, die zusammen vor den Fenstern im Inneren der Lagerhalle Hip-Hop tanzen, während sie zugleich das Lied singt. Darüber hinaus ist Mai in einigen Szenen zunächst alleine in einem dunkeln Raum zu sehen, wie sie das Lied singt und sich dazu bewegt. In ebendiesem Raum kommt nach einiger Zeit Olexesh hinzu und beide performen Rücken-an-Rücken oder sich gegenüberstehend das Stück, während um sie herum Scheinwerfer im Kreis platziert sind. Die Szenen, in denen sich die beiden gegenüberstehen, beschrieb Mai als für sich schwierigste Szene des Videos. Gegen Ende des Videos sind beide wieder – wie in der Eröffnungsszene – mit ihrer Crew vor der Lagerhalle zu sehen. Das Video endet mit den beiden Rücken-an-Rücken.
Während des Videos trägt Olexesh verschiedene Jerseys und Trikots (unter anderem ein Trikot des US-amerikanischen Basketballteams Seattle SuperSonics) sowie ebenfalls für den Hip-Hop typisch Kappen und Schmuck. Mai trägt während des Videos zwei Outfits. Während des Eröffnungsszene und den Tanzeinlagen trägt sie einen gelben Sport-BH mit der Aufschrift „Schlager“, eine Camouflageähnliche Hose sowie hellbraune Stiefel. Während den Aufnahmen in dem dunklen Raum trägt sie einen schwarzen Sport-BH, ein kurzes weißes Oberteil darüber, eine blaue Hot Pants sowie grau-schwarze Kniestiefel.

## Mitwirkende
Liedproduktion
- Lex Barkey: Mastering
- Suzi Derk: Hintergrundgesang
- Felix Gauder: Abmischung, Keyboard, Komponist, Liedtexter, Musikproduzent, Programmierung
- Laura Kloos: Komponist, Liedtexter
- Vanessa Mai: Ausführender Produzent, Gesang
- Jenny Marsala: Hintergrundgesang
- Oli Nova: Hintergrundgesang, Keyboard, Komponist, Liedtexter, Programmierung
- Olexij Kosarev (Olexesh): Komponist, Liedtexter, Rap
- Phil Ratey (PzY): Keyboard, Komponist, Liedtexter, Musikproduzent, Programmierung
- The Titans: Programmierung

Unternehmen
- afm Publishing: Verlag
- Ariola: Musiklabel
- jojo music Studios: Tonstudio
- onetwofour Publishing: Verlag
- Shedler Music: Verlag
- Sony Music Publishing: Vertrieb
- Underpier 27: Filmproduzent (Musikvideo)
- Warner/Chappell: Verlag
- Wirschneidengold: Filmproduzent (Musikvideo)

Musikvideo
- Marisa Athanasiades: Maskenbildner
- Julian Becker: Kameramann
- Till Beckert: Kameramann
- Alexander Föll: Künstlerbetreuer
- Peter Hacker: Colorist
- Adrian Huber: Kameraassistent
- Ruben Kempter: Filmeditor, Regisseur
- Willi Rätzsch: Beleuchter
- Florian Sibert: Setaufnahmeleiter
- Jan Wittekindt: Regisseur
- Gert Witulski: Oberbeleuchter

## Rezeption

### Rezensionen
- Kurz nach der Veröffentlichung des Liedes waren einige Fans von Mai entsetzt, weil sie im Glauben waren, unter anderem Wörter wie „Fotze“ oder „Kotze“ gehört zu haben. Auf Twitter meldete sich unter anderem auch der Berliner Rapper Frauenarzt, der folgenden Tweet absetzte: „Beim neuen Song von @vanessamai und @olexesh64 versteh ich immer „Viel zu viel, zu viel Fotze in mein’m Kopf …“ #sorry“. Die eigentliche Zeile lautet jedoch „Zu viel Worte in meinem Kopf“. Auf Anfragen der Bild-Zeitung gab Mai folgendes Statement dazu ab: „Das ist einmal mehr der Beweis, dass man sich nicht immer auf seine Sinne, seine Augen und insbesondere sein Gehör verlassen darf. Manchmal hört man eben das, was man gern hören möchte.“[22][23] Die deutschsprachige Ausgabe der Huffingtonpost kam zum Entschluss, dass beim genaueren Hinhören klar würde: Mai singt eigentlich „zu viel Worte in mein’m Kopf“. Fakt sei aber: Mai spreche das Wort tatsächlich mehr als hart aus und viele Fans wollen wohl angesichts der Zusammenarbeit mit „Gangsterrapper“ Olexesh wohl auch das verstehen, was sie zu glauben hören. Doch womöglich sei die missverständliche Liedzeile auch nur das Resultat einer gewieften PR-Masche, die angesichts von 1,4 Millionen Aufrufen innerhalb von nur vier Tagen aufgegangen sei.[24]
- Der deutsche Veranstaltungsdienstleister Eventim beschrieb das Stück als äußerst „infektiöser Ohrwurm“ mit „großem Potential“ einer der Sommerhits 2018 zu werden.[25]
- Daniel Krüger von der deutschen Zeitschrift Musikexpress ist der Meinung, dass die beiden Schlager und Rap zu langweiligem Pop kombinieren. Mai und Olexesh würden den „Schlager-Rap“ erfinden und dieser klinge genauso egal wie man denkt – das Ergebnis sei recht belangloser Pop. Krüger beschreibt die Kollaboration als „Zielgruppenerweiterung am Limit“.[26]
- MTV Germany kam zum Entschluss, dass sie niemals gedacht hätten, dass Rap und Schlager so gut zusammenpassen würden. Wir 2 immer 1 groove richtig und mache verdammt viel Spaß.[27]
- Die deutsche Radiostation bigFM ist der Meinung, dass Wir 2 immer 1 zwar viel Schlager enthalte, allerdings mit einer großen Portion Rap als Ergänzung. Der Beat bewege sich irgendwo zwischen diesen Welten. Das Grundtempo und der Sound würden stark an das momentan sehr beliebte Dancehall-Subgenre im Rap erinnern. Dennoch seien auch in diesem Lied die für Schlager typischen Drops zu hören. Fans beider Lager sollten sich demnach zumindest teilweise mit dem Instrumental identifizieren können.[28]
- Dani Fromm vom Online-Magazin laut.de vergab lediglich einen von möglichen fünf Punkten für das Album Schlager. Olexesh bringe hierbei in wir 2 immer 1 den einzigen winzigen Hauch von Abwechslung mit, auch wenn die Entstehungsgeschichte schon wieder als eine einzige „Klischeepolonaise“ präsentiert würde. Bezeichnend, für wie blöd man seine Kundschaft ganz offensichtlich halte, wenn man denkt, irgendjemand könnte wirklich glauben, die Kontaktaufnahme sei genau so über Instagram abgelaufen und nicht etwa von geschäftstüchtigen Marketing-Leuten hinter den Kulissen eingefädelt worden. „Er ist auch super höflich und super nett und ganz korrekt.“ „Hat mich sehr überrascht als wir dann im Studio waren, wie kreativ und schnell er gearbeitet hat.“ Ein Rapper kann kreativ sein, zielstrebig arbeiten und dazu noch nett, höflich und korrekt sein. Das sei wirklich überraschend, gut das Mai keine Genre-Grenzen kenne, sonst würde sie am Ende noch merken wie tief drin im Schubladendenken sie selbst gefangen sei.[29]

### Charts und Chartplatzierungen
Wir 2 immer 1 erreichte in Deutschland Position 33 der offiziellen Single Top 100 und konnte sich sechs Wochen in den Charts halten. In den offiziellen Midweekcharts erreicht die Single zunächst noch Position 27. Des Weiteren platzierte sich Wir 2 immer 1 auf Position elf der offiziellen Download Singlecharts, auf Position 15 der Top 15 deutschsprachige Singles sowie auf Position 57 der Top 100 Music Streaming in Deutschland. Darüber hinaus konnte sich die Single mehrere Tage in den Tagesauswertungen der deutschen iTunes-Charts platzieren und erreichte am Tag seiner Veröffentlichung mit Position elf seine höchste Notierung. In Österreich und der Schweiz verfehlte die Single bislang die Charts.
Für Mai als Interpretin ist Wir 2 immer 1 der dritte Charterfolg in den deutschen Singlecharts. Bis dato konnte sich keine Single von ihr höher in Deutschland platzieren, damit löst diese Ich sterb für dich (Höchstplatzierung: 35) ab. Im Jahr 2021 wurde Wir 2 immer 1 wiederum von Happy End (Höchstplatzierung: 12) abgelöst. Olexesh erreichte als Autor und Interpret hiermit zum 14. Mal die deutschen Singlecharts. Gauder erreichte in seiner Autoren- und Produzententätigkeit mit Wir 2 immer 1 zum 39. Mal die Singlecharts in Deutschland. Nova erreichte mit Wir 2 immer 1 nach Wolke 7 (Wolkenfrei) und Sieben Leben für dich (Maite Kelly) zum dritten Mal die deutschen Singlecharts in seiner Autorentätigkeit. Bis dato konnte sich keine Autorenbeteiligung von Nova höher in Deutschland platzieren, damit löst diese Single Wolke 7 (Höchstplatzierung: 54) ab. Pzy erreichte hiermit sowohl als Autor als auch als Produzent nach Heute mit mir (Nimo) und Magisch (Olexesh feat. Edin) zum dritten Mal die deutschen Singlecharts. Für Kloos ist dies nach Nur mit dir (Sarah + Pietro) der zweite Charterfolg in Deutschland als Autorin. Bis dato konnte sich keine Autorenbeteiligung von ihr höher in Deutschland platzieren, damit löst diese Single Nur mit dir (Höchstplatzierung: 40) ab.